# روبرتو باوتیستا-آگو
 روبرتو باوتیستا-آگو (انگلیسی: Roberto Bautista-Agut؛ زادهٔ ۱۴ آوریل ۱۹۸۸) یک تنیس‌باز اهل اسپانیا است.